# Карабинеры (фильм)
«Карабинеры» (фр. Les Carabiniers) — антивоенный фильм французского режиссёра Жана-Люка Годара, снятый в 1963 году.

## Сюжет
Двое молодых людей, братья Улисс (Марино Мазе) и Микеланджело (Патрис Мулле), живут в маленькой хижине со своими жёнами, Венерой (Женевьева Галеа) и Клеопатрой (Катрин Рибейро).  Однажды на их ферму приезжают военные с письмом от короля. В письме сообщается, что началась война и король объявил мобилизацию. Призывникам обещают возможность грабить, убивать и насиловать, чем и занимаются ставшие солдатами братья.
С войны они привозят своим жёнам чемодан трофейных «сокровищ» — открытки с изображением памятников архитектуры, предметов роскоши и знаменитостей.

## В ролях
| Актёр           | Роль                 |
| --------------- | -------------------- |
| Марино Мазе     | Улисс                |
| Патрис Мулле    | Микеланджело         |
| Женевьева Галеа | Венера               |
| Катрин Рибейро  | Клеопатра            |
| Жан Брасса      | карабинер            |
| Пуаро, Жерар    | карабинер            |
| Барбе Шрёдер    | продавец автомобилей |